# 大人の科学

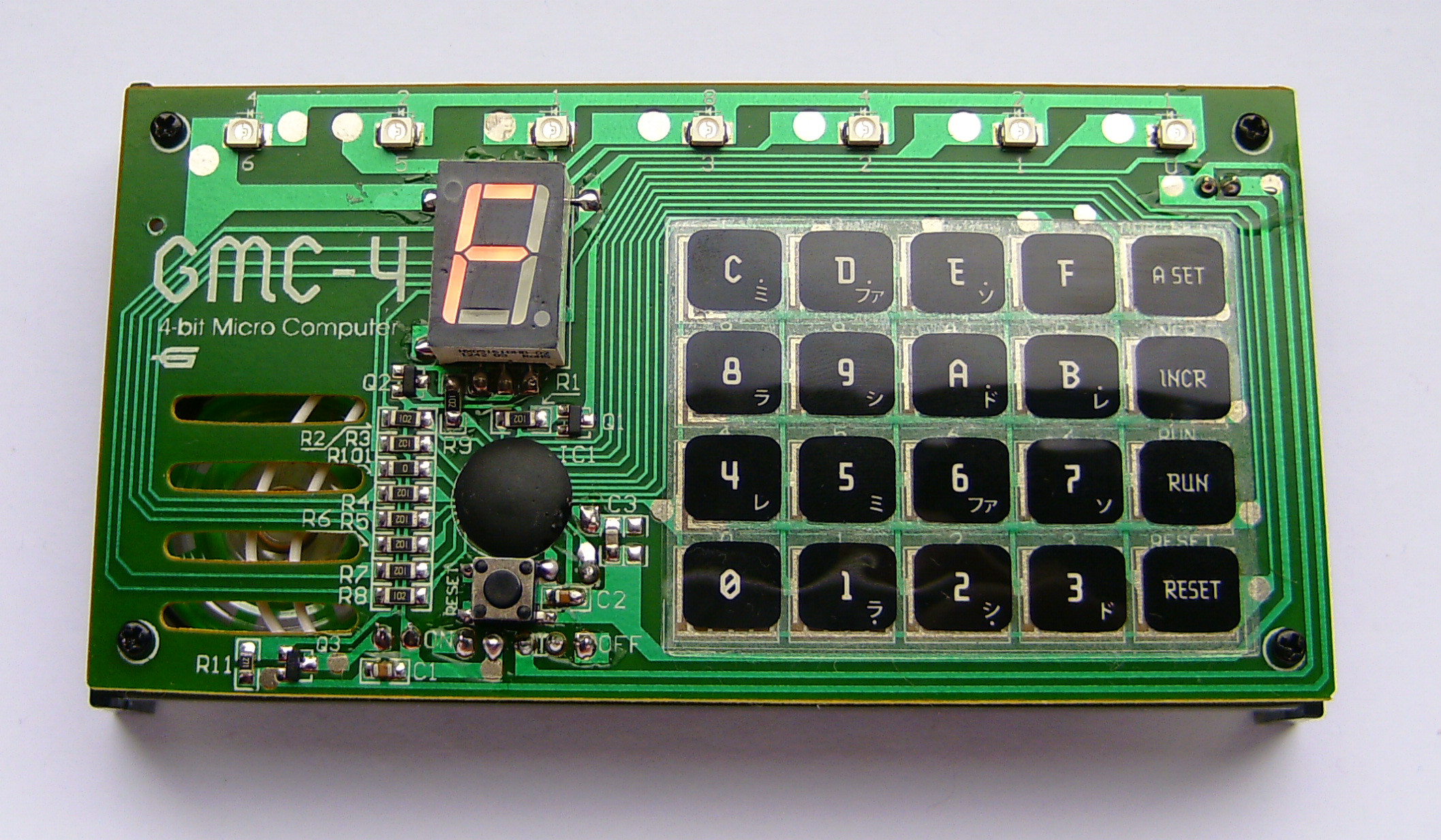
24号の付録のGMC-4

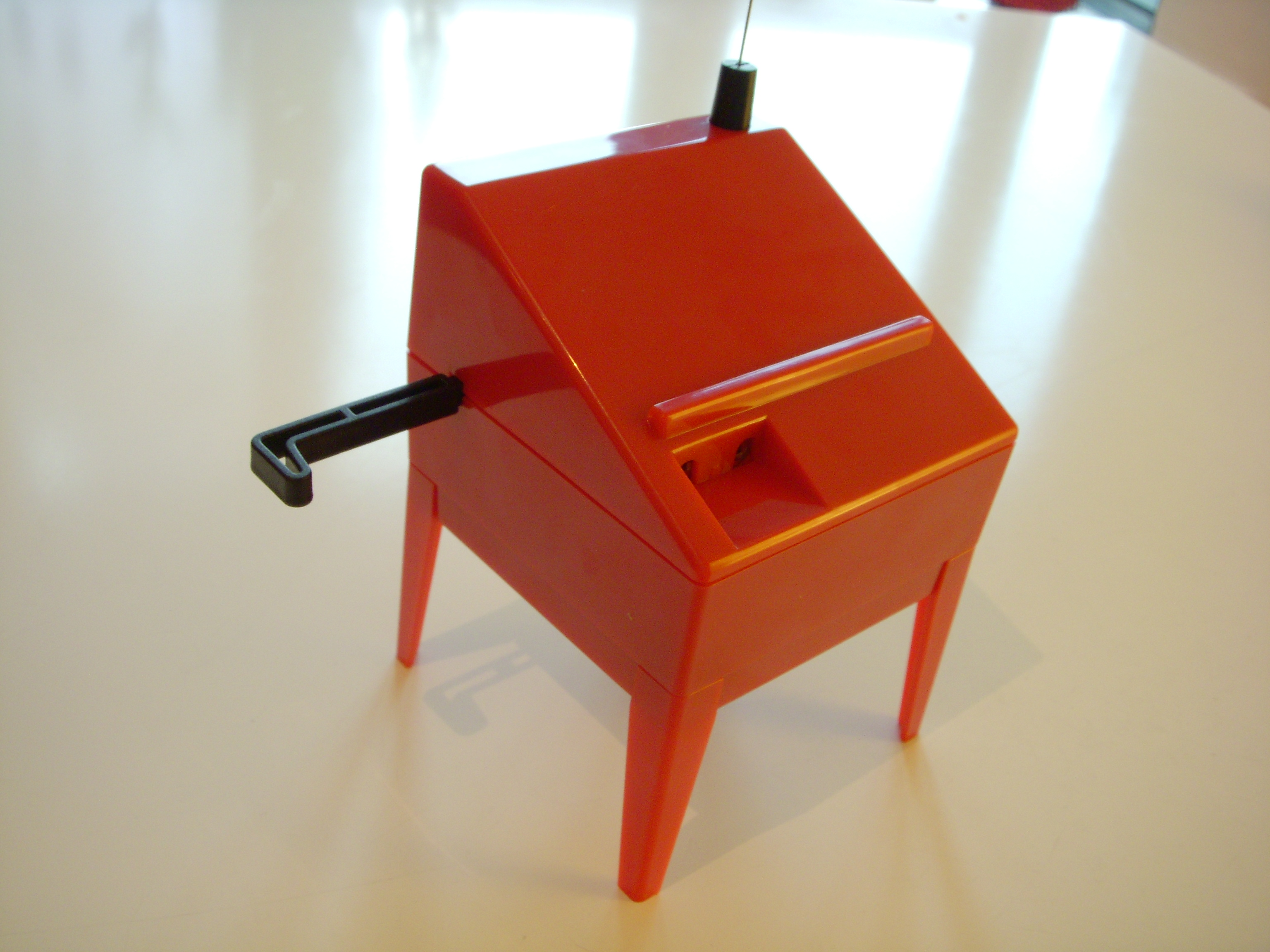
17号の付録のテルミン

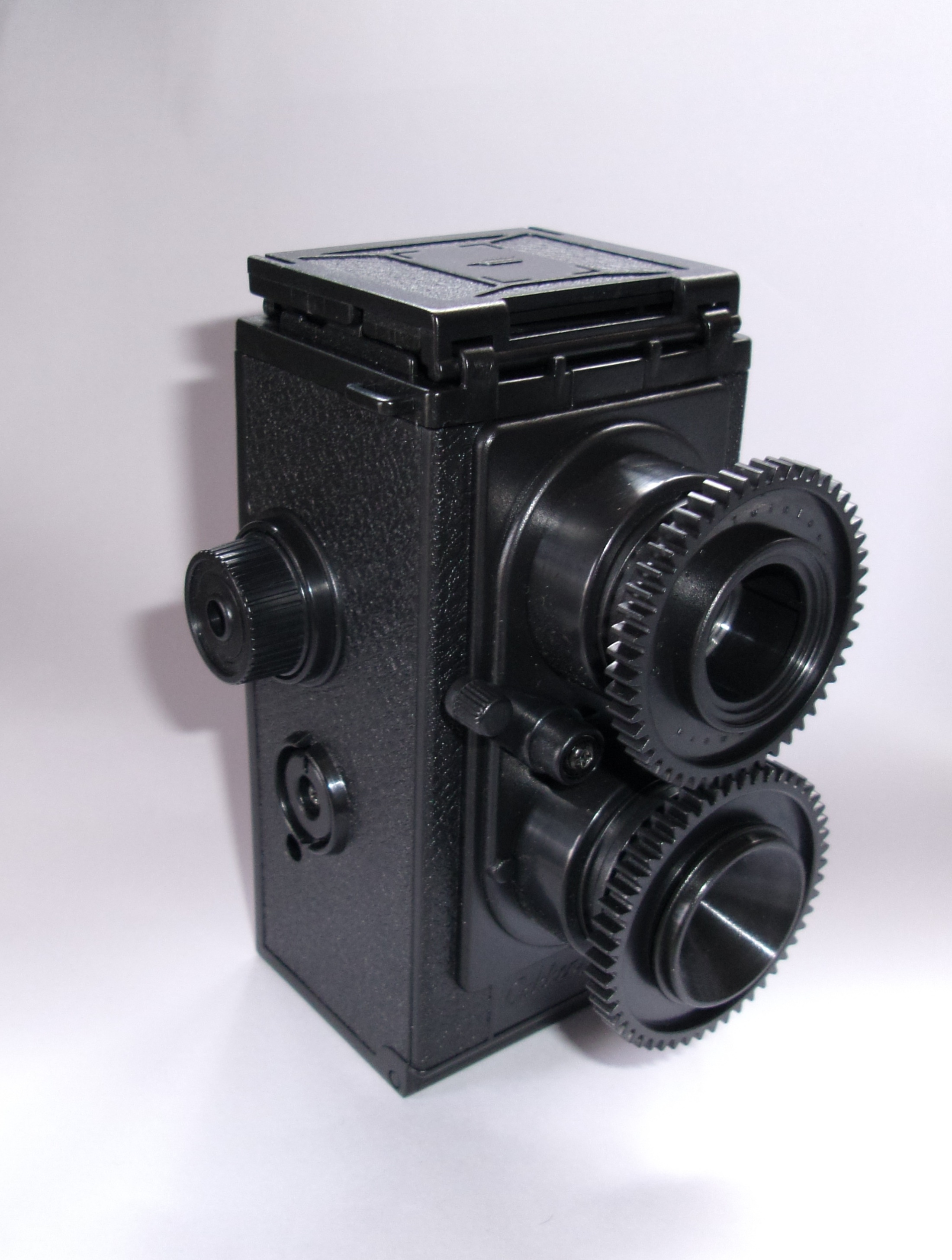
25号の付録の35ミリ二眼レフカメラ

大人の科学（おとなのかがく）は、2003年から学研（2009年以降は学研教育出版、2015年10月以降は学研プラス、2022年10月以降はGakken）から発売されている、科学系雑誌および実験キットシリーズのシリーズ名である。

## 概要
『大人の科学マガジン』は、学研から発売されていた科学と学習の大人向けとして創刊された季刊ムックで、自身で組み立てる科学キットが「ふろく」となっている。
科学キットのみの『大人の科学製品版』や、特別編集版なども刊行・販売されている。

## ラインナップ

### 大人の科学マガジン
号数は、33号まで表紙に「Vol.○」と記載されていたが、以降はナンバリングの記載は無い。
| 号 | ふろく                                                             | 発売日         |
| -- | ------------------------------------------------------------------ | -------------- |
| 01 | ポンポン船ジェットボート                                           | 2003年04月04日 |
| 02 | 探偵スパイセット                                                   | 2003年07月17日 |
| 03 | ピンホールカメラ現像セット                                         | 2003年12月19日 |
| 04 | 鉱石 ・ダイオード付きラジオキット                                  | 2004年04月21日 |
| 05 | ロバート・フック式顕微鏡 ＋プランクトン飼育セット                  | 2004年07月21日 |
| 06 | レコード盤録再蓄音機                                               | 2004年11月17日 |
| 07 | 蒸気エンジン自動車                                                 | 2005年03月25日 |
| 08 | 棒テンプ式機械時計                                                 | 2005年06月30日 |
| 09 | 究極のピンホール式プラネタリウム                                   | 2005年09月26日 |
| 10 | スターリングエンジン                                               | 2005年12月15日 |
| 11 | ニュートンの反射望遠鏡                                             | 2006年03月27日 |
| 12 | レオナルド・ダ・ヴィンチのヘリコプター                             | 2006年06月29日 |
| 13 | 投影式万華鏡                                                       | 2006年09月28日 |
| 14 | ステレオピンホールカメラ                                           | 2006年12月18日 |
| 15 | 紙フィルム映写機                                                   | 2007年03月29日 |
| 16 | ミニ茶運び人形                                                     | 2007年06月29日 |
| 17 | テルミンmini                                                       | 2007年09月28日 |
| 18 | 風力発電キット                                                     | 2007年12月18日 |
| 19 | ガリレオの望遠鏡                                                   | 2008年03月28日 |
| 20 | 手回し鳥オルガン                                                   | 2008年06月27日 |
| 21 | 電磁石エンジン                                                     | 2008年09月30日 |
| 22 | 平賀源内のエレキテル                                               | 2008年12月20日 |
| 23 | ポールセンの針金録音機                                             | 2008年03月31日 |
| 24 | 4ビットマイコン(GMC-4)                                             | 2009年06月30日 |
| 25 | 35ミリ二眼レフカメラ                                               | 2009年10月30日 |
| 26 | アンプ＋スピーカー内蔵 ミニエレキ                                  | 2009年12月17日 |
| 27 | テクノ工作セット（8ビットマイコン＋光残像キット）                  | 2010年05月14日 |
| 28 | 二挺天符式和時計                                                   | 2010年07月28日 |
| 29 | AKARI折り紙                                                        | 2010年11月05日 |
| 30 | テオ・ヤンセンのミニビースト                                       | 2011年01月14日 |
| 31 | 羽ばたき飛行機セット                                               | 2011年06月09日 |
| 32 | 電子ブロック mini                                                  | 2011年11月30日 |
| 33 | 卓上ロボット掃除機                                                 | 2012年01月30日 |
| 34 | 未確認飛行物体 デルタ・ツイスター                                  | 2012年05月17日 |
| 35 | Vツイン蒸気エンジン                                                | 2012年07月24日 |
| 36 | 円筒レコード式エジソン蓄音機                                       | 2012年09月25日 |
| 37 | テオ・ヤンセン式二足歩行ロボット                                   | 2012年12月14日 |
| 38 | パタパタ電波時計                                                   | 2013年04月18日 |
| 39 | 新型ピンホール式プラネタリウム                                     | 2013年07月25日 |
| 40 | USB特撮カメラ                                                      | 2013年09月28日 |
| 41 | 自動手書きマシン オートマ・テ                                      | 2014年07月22日 |
| 42 | エレクトリック・スチールドラム                                     | 2014年09月29日 |
| 43 | トルネード加湿器                                                   | 2015年11月12日 |
| 44 | カエデドローン                                                     | 2016年12月20日 |
| 45 | 小さな活版印刷機                                                   | 2017年12月15日 |
| 46 | トイ・レコードメーカー（アナログレコードのカッティングと再生）     | 2020年03月26日 |
| 47 | シルク印刷キット（オリジナルの版を作っておうちでプリントできる！） | 2022年12月8日  |

#### 特別編集版
- まるごと手作りスピーカーの本
- シンセサイザークロニクル
- 真空管工作
- 決定版・ロケットと宇宙開発
- ［公式版］KORG DS-10 SYNTHESIZER PLUS 音作りパーフェクトガイド
- 永久保存版 ふろく百科　もう一度見たい！科学と学習
- 大人の科学マガジン with KIDS　ふろく：「音の万華鏡」
- DVDで見るテオ・ヤンセン　ストライドビーストの世界
- テオ・ヤンセンのミニ・リノセロス
- 大人の科学マガジンPLUS　電磁実験スピーカー
- 大人の科学女子部　美肌になる科学　砂糖できれいを作る本
- 歌うキーボード　ポケット・ミク

#### Best Selection
好評だった作品の改訂復刻版
1. ピンホール式プラネタリウム（2018年12月6日）
2. 35 mm二眼レフカメラ（2019年6月18日）

### 大人の科学製品版
組み立てキットや実験キットのみの製品で、冊子はついていない（組み立て説明書や回路集はついている）。
現在は全て完売で、市中在庫のみ。
- からくりシリーズ
  - 大江戸からくり人形
  - 弓曳童子
  - からくり段返り人形
- 電子キットシリーズ
  - 学研電子ブロックEX-150
  - 拡張キット光実験60
  - マイキット150
- 機械工学シリーズ
  - 真空エンジン
  - スターリングエンジン
  - メカモクラブ
  - メカモセンチピード
  - メカモインチウァーム
- 発明発見シリーズ
  - プレミアム蓄音機
  - 真空管アンプ
  - 真空管ラジオ(ver1・2)
  - 新エジソン式コップ蓄音機
  - ベルリナー式円盤蓄音機
- リビング・サイエンス
  - 8mm映写機
  - テルミンpremium
- その他
  - エジソン式コップ蓄音機
  - 磁界探知式鉱石ラジオ
  - マルコーニ式電波カー
  - ボルタ式＆備長炭電池実験セット
  - 地球環境分析キット
  - プログラム・ロボット デジロボ01

## 映画
- 『大人の科学マガジン』科学キット開発者を追ったドキュメンタリー映画『おとなのかがく』が2014年に公開された。